# Колзаков, Константин Яковлевич
Константи́н Я́ковлевич Колзако́в (1884—1941) — русский офицер, герой Первой мировой войны, участник Белого движения.

## Биография
Православный. Из потомственных дворян. Сын генерал-майора Якова Константиновича Колзакова, расстрелянного в 1918 году в Пятигорске. По отцу правнук адмирала П. А. Колзакова и генерала Я. Я. Гилленшмидта.
По окончании Пажеского корпуса в 1906 году выпущен был подпоручиком в гвардейскую конно-артиллерийскую бригаду. На 1 января 1910 года — в том же чине в той же бригаде. Позднее вышел в запас полевой конной артиллерии в чине штабс-капитана.
С началом Первой мировой войны был призван в лейб-гвардии Конную артиллерию. Пожалован Георгиевским оружием
За то, что, будучи в чине штабс-капитана и командуя 5-й батареею в бою 8-го сентября 1915 года за переправу у д. Речки, заместил на выдвинутом на 500 шагов от противника наблюдательном пункте только что убитого командира батареи и вел под действительным ружейным огнём противника в течение всего боя такой интенсивный огонь, что выбил из д. Речки немцев и тем дал возможность нанести противнику решительное поражение.
26 апреля 1916 года произведен в капитаны. Был назначен командующим 2-й батареей лейб-гвардии Конной артиллерии, 2 апреля 1917 года произведен в полковники на вакансию, с утверждением в должности.
Участвовал в Белом движении в составе Северо-Западной армии. В марте 1920 года состоял уполномоченным ликвидационной комиссии СЗА в Нарве.
Остался в Эстонии, служил подрядчиком на лесозаготовках, владел хутором Ару в волости Лехтсе. Состоял членом эстонского отдела Союза пажей. В декабре 1940 года, после присоединения Эстонии к СССР, был арестован НКВД. 22 мая 1941 года решением трибунала приговорен к расстрелу, замененному на 10 лет заключения в ИТЛ и 5 лет поражения в правах.

## Награды
- Орден Святой Анны 4-й ст. (ВП 27.10.1914);
- Орден Святого Станислава 3-й ст. с мечами и бантом (ВП 10.1914);
- Орден Святой Анны 2-й ст. с мечами (ВП 21.09.1916);
- Георгиевское оружие (ВП 24.01.1917).